# Oprzyrządowanie technologiczne

Mocowanie oprzyrządowania technologicznego na przykładzie chwytaka: 1.ramię robota, 2.kiść, 3.adapter, 4.chwytak 5.szczęki chwytaka

Oprzyrządowanie technologiczne robota, manipulatora jest to urządzenie przymocowane do kiści umożliwiające wykonanie pracy maszynie manipulacyjnej.
Do takich urządzeń można zaliczyć:
- chwytaki
- narzędzia technologiczne (wiertarki, lutownice itp.)
- głowice do spawania, zgrzewania
- narzędzia pomiarowe

## Zespoły mocujące
Zespoły mocujące to urządzenia umożliwiające zamontowanie do kiści robota różnego rodzaju oprzyrządowanie technologiczne (np. chwytak). Spośród tego rodzaju urządzeń wyróżnia się głównie adaptery i układy mocowania chwytaków podwójnych

### Zadania zespołów mocujących
- umożliwienie szybkiej i automatycznej zmiany narzędzi
- przekazywanie czynnika roboczego w układach pneumatycznych
- umożliwienie zamocowania specjalnych zespołów i narzędzi

### Metody wykonywania oprzyrządowania
W zależności od zastosowania, potrzebnej ilości wyrobów wykorzystuje się różne techniki wykonywania oprzyrządowania. Dla większej ilości najkorzystniejszą metodą jest wykonanie formy wtryskowej, a następnie stworzenie dużej ilości wyprasek poprzez wtrysk do formy. W przypadku zapotrzebowania jednostkowego najlepiej skorzystać z metody frezowania lub druku 3D.